# Epimecis scolopacea
Epimecis scolopacea är en fjärilsart som beskrevs av John Obadiah Westwood 1847. Epimecis scolopacea ingår i släktet Epimecis och familjen mätare. Inga underarter finns listade i Catalogue of Life.